# 목사 김효성 비
목사 김효성 비(牧使 金孝誠 碑)는 대한민국 충청남도 공주시 옥룡동에 있는 있었던 것을 공산성 금서루 입구로 옮겨진 조선시대 중기의 문신인 김효성 선생의 비이다. 1984년 5월 17일 충청남도의 문화재자료 제71호로 지정되었다.

## 개요
조선 중기의 문신인 김효성 선생의 비이다.
김효성(1585∼1665)은 광해군 5년(1613) 생원이 되었으며, 이이첨의 사주를 받은 정조, 윤인, 이위경 등이 인목대비를 해치려고 할 때 이들의 목을 벨 것을 상소하다 길주에 유배당하고 뒤에 진도로 옮겨 유배생활을 하였다. 인조반정으로 관직을 되찾아 의금부도사를 지냈으며 청안현감이 되었고, 이후 남원, 죽산의 부사와 공주, 청주의 목사 등을 두루 지냈다. 오랜 외직생활동안 백성들에게 선정을 베풀었으며, 청렴하고 강직한 목민관으로 이름을 떨쳤다.

## 현지 안내문
조선시대 공주 목사였던 김효성(1585~1651)의 선정을 기리기 위하여 1828년(순조28)에 세운 비이다. 원래 옥룡동에 있었으나 현재 위치로 옮겨 놓았다. 
비몸과 머릿돌은 원래 모습이지만 거북모양의 받침은 비를 옮기는 과정에서 없어져 사각형 받침으로 대신하였다. 김효성은 본관이 광주이며, 1623년 인조반정 후 의금부도사를 거쳐 청주 목사와 공주 목사를 지냈다.

## 참고 자료
- 목사김효성의비 - 국가유산청 국가유산포털